# 广西槭
广西槭（学名：Acer tonkinense sp. kwangsiense）为槭树科槭属下的一个亚种。变种加名 kwangsiense 意为“广西的”。